# Prim-ministru al Iugoslaviei
Primul-ministru al Iugoslaviei (în sârbocroată Премијер Југославије / Premijer Jugoslavije) a fost șeful guvernului statului iugoslav. De-a lungul existenței această atribuție a fost cunoscută sub diverse titulaturi.

## Istorie

### Regatul Iugoslaviei
Regatul sârbilor, croaților și slovenilor a fost înființat prin unificarea Regatului Serbiei (Muntenegru se unise cu Serbia cu cinci zile anterior, în timp ce regiunile Kosovo și Metohia, Baranya, Sirmia, Banat, Bácska și Macedonia Vardarului făceau parte din Serbia înainte de unificare) și Statul provizoriu al slovenilor, croaților și sârbilor (format din teritoriile fostei monarhii austro-ungare) la 1 decembrie 1918.
Până la 6 ianuarie 1929, Regatul sârbilor, croaților și slovenilor a fost o monarhie parlamentară. În acea zi, regele Alexandru I a abolit Constituția Vidovdan (adoptată în 1921), a prorogat Adunarea Națională și a introdus o dictatură personală (așa-numita Dictatura de la 6 ianuarie). El a redenumit țara în „Regatul Iugoslaviei” la 3 octombrie 1929 și, deși a introdus Constituția din 1931, a continuat să se comporte de facto ca un monarh absolut până la asasinarea sa la 9 octombrie 1934, în timpul unei vizite de stat în Franța. După asasinarea sa, monarhia parlamentară a fost restabilită.
Regatul Iugoslaviei a fost învins și ocupat la 17 aprilie 1941 după invazia germană.

### Republica Socialistă Federativă Iugoslavia
După invazia puterilor Axei și împărțirea Regatului Iugoslaviei, rezistența partizanilor din Iugoslavia ocupată a format un consiliu deliberativ, Consiliul Antifascist de Eliberare Națională a Iugoslaviei (AVNOJ) în 1942. La 29 noiembrie 1943, AVNOJ a proclamat Federația Democrată a Iugoslaviei iar Comitetului Național de Eliberare a Iugoslaviei (NKOJ), condus de Iosip Broz Tito, i-au fost atribuite puteri guvernamentale. Josip Broz Tito a primit recunoaștere din partea Aliaților la Conferința de la Teheran, iar guvernul regalist din exil de la Londra a fost presat să convină asupra unei fuziuni cu NKOJ. Pentru înfăptuirea acestui lucru, Ivan Šubašić a fost numit de regele Petru al II-lea să reprezinte guvernul londonez.
Pentru o perioadă, Iugoslavia a avut doi prim-miniștri recunoscuți și două guverne recunoscute (ambele au convenit să fuzioneze în mod oficial cât mai curând posibil): Iosip Broz Tito care a condus NKOJ în Iugoslavia ocupată și Ivan Šubašić care reprezenta guvernul regelui din exil de la Londra. Odată cu acordul Tito-Šubašić din 1944, cei doi prim-miniștri au convenit ca noul guvern comun să fie condus de Tito. După eliberarea capitalei Iugoslaviei, Belgrad, în octombrie 1944, guvernul comun a fost format oficial la 2 noiembrie 1944, cu Iosip Broz Tito în funcția de prim-ministru.
La sfârșitul războiului, au avut loc alegeri care s-au încheiat cu o victorie copleșitoare pentru Frontul Popular condus de Tito. Noul parlament l-a detronat pe regele Petru al II-lea la 29 noiembrie 1945 și a proclamată Republica Populară Federativă Iugoslavia (în 1963, statul a fost redenumit în Republica Socialistă Federativă Iugoslavia). Guvernul a fost condus pentru prima dată de un prim-ministru până la 14 ianuarie 1953, când reformele majore ale descentralizării au reorganizat guvernul în Consiliul Executiv Federal prezidat de un președinte, care era de obicei numit „prim-ministru” din surse non-iugoslave. Iosip Broz Tito a ocupat postul din 1944 până în 1963; începând cu anul 1953 a fost Președinte al Republicii.
Cinci din nouă șefi de guvern ai Iugoslaviei din perioadă respectivă erau de etnie croată. Trei erau din Croația propriu-zisă (Iosip Broz Tito, Mika Špiljak și Milka Planinc), pe când doi erau croați bosniaci (Branko Mikulić și Ante Marković). Cu toate acestea, Ante Marković, deși era croat din Bosnia și Herțegovina prin naștere, a fost un politician al Croației precum Špiljak și Planinc, care a exercitat (în momente diferite) atât funcția de prim-ministru, cât și cea de președinte al președinției acelei entități federale.

### Republica Federală Iugoslavia (Serbia și Muntenegru)
Începând cu anul 1992, numele complet al funcției a fost Președinte al Guvernului Federal al Republicii Federale din Iugoslavia (în sârbă Predsednik Savezne Vlade Savezne Republike Jugoslavije), iar după reformele constituționale din 2003, titlul a fost de Președinte al Consiliului de Miniștri din Serbia și Muntenegru (în sârbă Predsednik Saveta ministara Srbije i Crne Gore). În 2003 această funcție a fuzionat cu cea șef de stat pentru a ca o singură persoană să dețină ambele funcții de Președinte al Serbiei și Muntenegrului și de Președinte al Consiliului de Miniștrii din Serbia și Muntenegru
Au existat cinci președinți ai Guvernului Federal al RF Iugoslavia după ce a obținut independența față de Republica Socialistă Federativă Iugoslavia în 1992 până la dispariția sa în 2003. Svetozar Marović din Partidul Democrat al Socialiștilor din Muntenegru a fost singurul președinte al Consiliului de Miniștri din Serbia și Muntenegru după reformele sale constituționale și reconstituirea sub formă de confederație. A fost investit la 7 martie 2003. După declararea independenței Muntenegrului, la 3 iunie 2006, președintele Consiliului de Miniștri a anunțat la 4 iunie 2006 încetarea mandatului.

## Listă
| Prim-ministru                                          | Prim-ministru                                      | Prim-ministru                   | Etnie        | Partid                                              | Data începerii mandatului | Data sfârșitului mandatului |
| ------------------------------------------------------ | -------------------------------------------------- | ------------------------------- | ------------ | --------------------------------------------------- | ------------------------- | --------------------------- |
| Regatul sârbilor, croaților și slovenilor (1918-1929)  |                                                    |                                 |              |                                                     |                           |                             |
|                                                        |                                                    | Nikola Pašić (interimar)        | Sârb         | Partidul Popular Radical                            | 1 decembrie 1918          | 22 decembrie 1918           |
|                                                        |                                                    | Stojan Protić                   | Sârb         | Partidul Popular Radical                            | 22 decembrie 1918         | 16 august 1919              |
|                                                        |                                                    | Ljubomir Davidović              | Sârb         | Parditul Democrat                                   | 16 august 1919            | 19 februarie 1920           |
|                                                        |                                                    | Stojan Protić                   | Sârb         | Partidul Popular Radical                            | 19 februarie 1920         | 16 mai 1920                 |
|                                                        |                                                    | Milenko Vesnić                  | Sârb         | Partidul Popular Radical                            | 16 mai 1920               | 1 ianuarie 1921             |
|                                                        |                                                    | Nikola Pašić                    | Sârb         | Partidul Popular Radical                            | 1 ianuarie 1921           | 28 iulie 1924               |
|                                                        |                                                    | Ljubomir Davidović              | Sârb         | Parditul Democrat                                   | 28 iulie 1924             | 6 noiembrie 1924            |
|                                                        |                                                    | Nikola Pašić                    | Sârb         | Partidul Popular Radical                            | 6 noiembrie 1924          | 8 aprilie 1926              |
|                                                        |                                                    | Nikola Uzunović                 | Sârb         | Partidul Popular Radical                            | 8 aprilie 1926            | 17 aprilie 1927             |
|                                                        |                                                    | Velimir Vukićević               | Sârb         | Partidul Popular Radical                            | 17 aprilie 1927           | 28 iulie 1928               |
|                                                        |                                                    | Anton Korošec                   | Sloven       | Partidul Popular Sloven                             | 28 iulie 1928             | 7 ianuarie 1929             |
| Regatul Iugoslaviei (1929-1945)                        |                                                    |                                 |              |                                                     |                           |                             |
|                                                        |                                                    | Petar Živković                  | Sârb         | Partidul Național Iugoslav                          | 7 ianuarie 1929           | 4 aprilie 1932              |
|                                                        |                                                    | Vojislav Marinković             | Sârb         | Partidul Național Iugoslav                          | 4 aprilie 1932            | 3 iulie 1932                |
|                                                        |                                                    | Milan Srškić                    | Sârb         | Partidul Național Iugoslav                          | 3 iulie 1932              | 27 ianuarie 1934            |
|                                                        |                                                    | Nikola Uzunović                 | Sârb         | Partidul Național Iugoslav                          | 27 ianuarie 1934          | 22 decembrie 1934           |
|                                                        |                                                    | Bogoljub Jevtić                 | Sârb         | Partidul Național Iugoslav (până în 1935)           | 22 decembrie 1934         | 24 iunie 1935               |
|                                                        | Uniunea Radicală din Iugoslavia (începând cu 1935) | Bogoljub Jevtić                 | Sârb         |                                                     | 22 decembrie 1934         | 24 iunie 1935               |
|                                                        |                                                    | Milan Stojadinović              | Sârb         | Uniunea Radicală din Iugoslavia                     | 24 iunie 1935             | 5 februarie 1939            |
|                                                        |                                                    | Dragiša Cvetković               | Sârb         | Uniunea Radicală din Iugoslavia                     | 5 februarie 1939          | 27 martie 1941              |
|                                                        |                                                    | Dušan Simović                   | Sârb         | Independent                                         | 27 martie 1941            | 12 ianuarie 1942            |
|                                                        |                                                    | Slobodan Jovanović              | Sârb         | Independent                                         | 12 ianuarie 1942          | 26 iunie 1943               |
|                                                        |                                                    | Miloš Trifunović                | Sârb         | Partidul Popular Radical                            | 26 iunie 1943             | 10 august 1943              |
|                                                        |                                                    | Božidar Purić                   | Sârb         | Independent                                         | 10 august 1943            | 8 iulie 1944                |
|                                                        |                                                    | Ivan Šubašić                    | Croat        | Partidul Țărănesc Croat                             | 8 iulie 1944              | 2 noiembrie 1944            |
| Republica Socialistă Federativă Iugoslavia (1945-1992) |                                                    |                                 |              |                                                     |                           |                             |
|                                                        |                                                    | Iosip Broz Tito                 | Croat        | Liga Comuniștilor din Iugoslavia                    | 2 noiembrie 1944          | 29 iunie 1963               |
|                                                        |                                                    | Petar Stambolić                 | Sârb         | Liga Comuniștilor din Iugoslavia                    | 29 iunie 1963             | 16 mai 1967                 |
|                                                        |                                                    | Mika Špiljak                    | Croat        | Liga Comuniștilor din Iugoslavia                    | 16 mai 1967               | 18 mai 1969                 |
|                                                        |                                                    | Mitja Ribičič                   | Sloven       | Liga Comuniștilor din Iugoslavia                    | 18 mai 1969               | 30 iulie 1971               |
|                                                        |                                                    | Džemal Bijedić                  | Bosniac      | Liga Comuniștilor din Iugoslavia                    | 30 iulie 1971             | 18 ianuarie 1977            |
|                                                        |                                                    | Veselin Đuranović               | Muntenegrean | Liga Comuniștilor din Iugoslavia                    | 18 ianuarie 1977          | 16 mai 1982                 |
|                                                        |                                                    | Milka Planinc                   | Croat        | Liga Comuniștilor din Iugoslavia                    | 16 mai 1982               | 15 mai 1986                 |
|                                                        |                                                    | Branko Mikulić                  | Croat        | Liga Comuniștilor din Iugoslavia                    | 15 mai 1986               | 16 martie 1989              |
|                                                        |                                                    | Ante Marković                   | Croat        | Liga Comuniștilor din Iugoslavia                    | 16 martie 1989            | 20 decembrie 1991           |
|                                                        | Uniune Forțelor Reformatoare din Iugoslavia        | Ante Marković                   | Croat        |                                                     | 16 martie 1989            | 20 decembrie 1991           |
|                                                        |                                                    | Aleksandar Mitrović (interimar) | Sârb         | Partidul Socialist din Serbia                       | 20 decembrie 1991         | 14 iulie 1992               |
| Republica Federală Iugoslavia (1992-2003)              |                                                    |                                 |              |                                                     |                           |                             |
|                                                        |                                                    | Milan Panić                     | Sârb         | Independent                                         | 14 iulie 1992             | 9 februarie 1993            |
|                                                        |                                                    | Radoje Kontić                   | Muntenegrean | Partidul Democratic al Socialiștilor din Muntenegru | 9 februarie 1993          | 19 mai 1998                 |
|                                                        |                                                    | Momir Bulatović                 | Muntenegrean | Partidul Popular Socialist din Muntenegru           | 19 mai 1998               | 4 noiembrie 2000            |
|                                                        |                                                    | Zoran Žižić                     | Muntenegrean | Partidul Popular Socialist din Muntenegru           | 4 noiembrie 2000          | 24 iulie 2001               |
|                                                        |                                                    | Dragiša Pešić                   | Muntenegrean | Partidul Popular Socialist din Muntenegru           | 24 iulie 2001             | 7 martie 2003               |
| Uniunea Statală Serbia și Muntenegru (2003-2006)       |                                                    |                                 |              |                                                     |                           |                             |
|                                                        |                                                    | Svetozar Marović                | Muntenegrean | Partidul Democratic al Socialiștilor din Muntenegru | 7 martie 2003             | 3 iunie 2006                |